# Atlas (робот)
Atlas — человекоподобный робот компании Boston Dynamics. Впервые представлен в 2013 году.

## Разработка
Разработкой и производством Atlas руководило DARPA, агентство Министерства обороны США, в сотрудничестве с Boston Dynamics. В 2013 году руководитель программы DARPA сравнил прототип версии Atlas с годовалым ребёнком.
Atlas был основан на более раннем гуманоидном роботе PETMAN компании Boston Dynamics и подсвечивается синими светодиодами. Изначально робот создавался для выполнения различных поисково-спасательных задач.

## Описание
С технической точки зрения на 2022 год Atlas — самый совершенный человекоподобный робот в плане возможностей. Так, робот способен исполнять паркур, бежать с приличной скоростью, перепрыгивать и огибать препятствия и многое другое. Робот постоянно развивается и совершенствуется с 2013 года. Atlas оснащен двумя системами видения — лазерным дальномером и стереокамерами, обе управляются встроенным компьютером — и имеет руки с возможностью мелкой моторики. Его конечности обладают в общей сложности 28-ю степенями свободы. Atlas может перемещаться по пересеченной местности и самостоятельно подниматься, используя свои руки и ноги. Версия прототипа 2013 года была привязана к внешнему источнику питания. Atlas работает от батареи и приводится в действие гидравликой с 20 степенями свободы. Он оснащен RGB-камерами и датчиками глубины, которые обеспечивают ввод данных в его систему управления. Все вычисления, необходимые для восприятия и оценки управления, выполняются на трех бортовых компьютерах. Atlas последней модели имеет рост 1,5 метра и весит 85 кг.
В апреле 2024 года Boston Dynamics прекратила разработку гидравлической версии робота. Днём позже была представлена новая, полностью электрическая, версия.

## Реакции на создание робота
- Газета New York Times написала, что дебют Atlasa стал «ярким примером того, как компьютеры начинают отращивать ноги и передвигаться в физическом мире», описав робота как «гигантский, хотя и шаткий, шаг к долгожданной эре человекоподобных роботов».
- Гэри Брадски, автор-специалист в области искусственного интеллекта, заявил, что «появляется новый вид — Robo sapiens».